# Cathy Guetta
Cathy Guetta, pseudonimo di Catherine Lobé (Dakar, 27 marzo 1963), è un'imprenditrice, attrice e personaggio televisivo francese.

## Biografia
Figlia di un diplomatico camerunese e di una donna francese, passa la sua infanzia a Tolone, in Francia.
Come attrice recita in sette film cinematografici e televisivi a partire dalla fine degli anni '90. Come imprenditrice è attiva nel settore dell'organizzazione di eventi. Frequenti sono state le sue apparizioni in trasmissioni televisive francesi.
Nel 1989 conosce il DJ David Guetta, nel lounge bar di Saint-Tropez dove lavorava come cameriera. Nel 1992 la coppia si sposa e ha due figli: Tim (2004) e Angie (2007). Nel 2014, il tribunale di Parigi ha accolto la richiesta di divorzio. 

## Filmografia
- Quasimodo d'El Paris (1999)
- Peut-être (1999)
- Jet Set (2000)
- La vérité si je mens! (2001)
- Sa mère, la pute (2001)
- Febbre da rigore (2002)
- Ibiza (2012)

## Video musicali
- Sexy Bitch di David Guetta (2009)
- The Alphabeat di David Guetta (2012)
- Nothing But The Beat'' di David Guetta (2012)